# Centre national de transfusion sanguine (Abidjan)
Pour les articles homonymes, voir Centre national de transfusion sanguine.
Le Centre national de transfusion sanguine (CNTS) d'Abidjan en Côte d'Ivoire, est créé en 1958 et érigé en Établissement public national à caractère administratif (EPA) le 9 octobre 1991. Il est soumis à la tutelle administrative et technique du Ministère de la Santé et de l'hygiène publique et à la tutelle économique et financière du Ministère de l’Économie et des finances. Cette structure est articulée, en 2002, autour d'un centre national, de trois centre régionaux et de 67 Banques de sang.

## Historique
Créé à Abidjan en 1958, le Centre national de transfusion sanguine s'installe dans ses propres locaux en 1974 et modernise son équipement en 1987. La même année le CNTS introduit au titre de ses prestations, les tests de dépistage de l’Hépatite B et du VIH. En 1991, il procède à la création des Centres régionaux de transfusion sanguine (CRTS) de Bouaké et de Korhogo, en 1998 à celle du CRTS de Daloa et, en 2004, à celle du CRTS de Yamoussoukro.

## Missions
Le Centre national de transfusion sanguine procède au prélèvement du sang en vue de la constitution de banques de sang, effectue une analyse totale et un contrôle du sang prélevé, assure le transport du sang sur toute l'étendue du territoire national et réalise l'approvisionnement en produits sanguins des différentes formations sanitaires du pays. En outre, le CNTS réalise la fabrication de dérivés du sang. Il contribue aussi à la formation des personnels médicaux et participe aux études ainsi qu'aux recherches se rapportant à l'usage du sang et à l'amélioration des soins.